# Bistumsarchiv Hildesheim

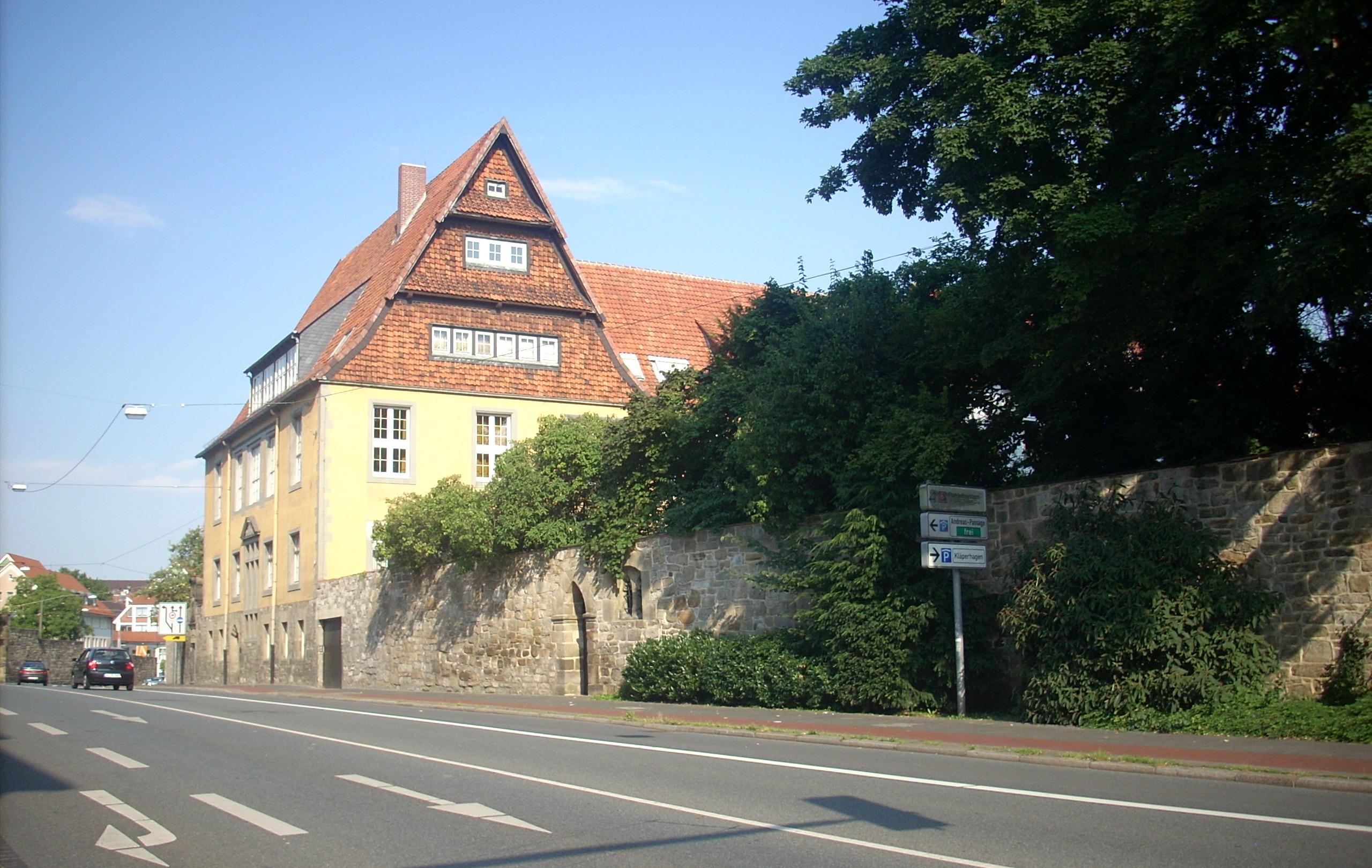
Blick in den Pfaffenstieg in Hildesheim mit dem Gebäude des Offizialats und des Bistumsarchivs sowie der nördlichen Begrenzungsmauer des bischöflichen Gartens

Das Bistumsarchiv Hildesheim ist das Archiv des Bistums Hildesheim mit Sitz in der niedersächsischen Stadt Hildesheim, das auf rund 4000 laufenden Metern zum Teil mittelalterliche Bestände ab dem 11. Jahrhundert bis in die Gegenwart umfasst.

## Beschreibung
Das Archiv gilt als „das zentrale Gedächtnis“ des Bistums Hildesheim. Zu seinen wichtigsten Sammlungen zählen Bestandsgruppen zu den Themen Bischöfliche Kurie, Hildesheimer Domkapitel, Bischöfliches Generalvikariat und das Bischöfliche Gymnasium Josephinum sowie mehr als 280 der rund 330 Pfarrarchive des Bistums Hildesheim.
Die erhaltenen Kirchenbücher des Archivs wurden über das Portal Matricula online gestellt, Teile des Urkundenbestandes sind über das Portal Monasterium einsehbar. Angekündigt sind zudem die Onlinestellungen der Kirchenzeitung des Bistums aus dem Zeitraum von 1851 bis 1960 sowie ausgewählte Pfarrchroniken. Die Bewertung der Bestände erfolgte nach der 2014 erlassenen Anordnung über die Sicherung und Nutzung der Archive der katholischen Kirche in Deutschland.
Leiter des Bistumsarchivs ist Thomas Scharf-Wrede.

## Persönlichkeiten
- ab 1979: Friedrich Eymelt (1939–2003), Archivar im Bistumsarchiv Hildesheim[5]